# A síró ember
A síró ember (The Man Who Cried) Sally Potter 2000-ben bemutatott drámája. Főszerepben Christina Ricci. A film hossza 97 perc. 
A magyar mozibemutató 2001. július 19-én volt.

## Történet
A lány egy menekülthajóval Angliába érkezik, Suzie néven (Christina Ricci) egy szigorú internátusban énekest nevelnek belőle, majd a párizsi kabaréban kezd dolgozni. Könnyűvérű kolléganője Lola (Cate Blanchett) elcsábítja a híres olasz operasztárt, Dantét (John Turturro), Suzie pedig beleszeret a cigány Cesarba (Johnny Depp), de legtöbbször csak szomorúan néznek egymás szemébe.

## Stáblista
- Rendezte: Sally Potter
- Producer: Christopher Seppard
- Forgatókönyvíró: Sally Potter
- Fényképezte: Sacha Vierny

| Szerep                | Színész             | Magyar hangja (1. szinkron) |
| --------------------- | ------------------- | --------------------------- |
| Suzie                 | Christina Ricci     | Majsai-Nyilas Tünde         |
| Lola                  | Cate Blanchett      | Zakariás Éva                |
| Cesar                 | Johnny Depp         | Crespo Rodrigo              |
| Dante Dominio         | John Turturro       | Schnell Ádám                |
| Madame Goldstein      | Miriam Karlin       | N/A                         |
| Felix Perlman         | Harry Dean Stanton  | Szokolay Ottó               |
| Az atya               | Oleg Yankovsky      | N/A                         |
| A fiatal Suzie        | Claudia Lander-Duke | N/A                         |
| Meghallgatás irányító | Imogen Claire       | N/A                         |